# 2015 StarCraft 2 World Championship Series Global Finals
Navigation
2014 WCS Global Finals 2016 WCS Global Finals
Les 2015 StarCraft II World Championship Series Global Finals sont les phases finales qui clôturent les 2015 StarCraft II World Championship Series et désignent un champion du monde de l'année 2015 parmi les seize premiers joueurs du classement WCS. Ils ont accumulé des points durant l'année en gagnant ou en obtenant de bonnes places dans les tournois réguliers : les World Championship Series, Global StarCraft II League et StarCraft II Starleague ; et dans les tournois partenaires WCS. Le titre de vainqueur des Global Finals est le plus prestigieux qui clôt toute une année de sport électronique sur StarCraft II ; de plus les Global Finals de 2015 sont la dernière compétition jouée sur l'extension Heart of the Swarm. Les huitièmes de finale sont joués le 1er novembre 2015 à Burbank en Californie, dans les studios de l'Electronic Sports League et les quarts, demies et finales à Anaheim, en Californie, pendant la BlizzCon les 6 et 7 novembre 2015.

## Palmarès
| Place(s)            | Joueur                            | Récompense  | Région | Équipe              | Points | Classement WCS |
| ------------------- | --------------------------------- | ----------- | ------ | ------------------- | ------ | -------------- |
| 1 Champion du monde | (P) Kim « sOs » Yoo Jin           | 100 000 USD | Corée  | Jin Air Green Wings | 3 525  | 14             |
| 2 Finaliste         | (Z) Lee « Life » Seung Hyun       | 50 000 USD  | Corée  | KT Rolster          | 5 475  | 4              |
| 3Demi-finaliste     | (P) Kim « Classic » Doh Woo       | 15 000 USD  | Corée  | SK Telecom T1       | 4 550  | 9              |
| 3Demi-finaliste     | (Z) Lee « Rogue » Byung Ryul      | 15 000 USD  | Corée  | Jin Air Green Wings | 3 325  | 15             |
| 5 à 8               | (P) Kim « herO » Joon Ho          | 7 500 USD   | Corée  | CJ Entus            | 7 900  | 1              |
| 5 à 8               | (T) Lee « INnovation » Shin Hyung | 7 500 USD   | Corée  | SK Telecom T1       | 5 325  | 5              |
| 5 à 8               | (P) Jung « Rain » Yoon Jong       | 7 500 USD   | Corée  | mYinsanity          | 5 175  | 6              |
| 5 à 8               | (Z) Shin « Hydra » Dong Won       | 7 500 USD   | WCS    | ROOT Gaming         | 5 000  | 7              |
| 9 à 16              | (T) Jung « FanTaSy » Myung Hoon   | 5 000 USD   | Corée  | Dead Pixels         | 3 026  | 16             |
| 9 à 16              | (Z) Han « ByuL » Ji Won           | 5 000 USD   | Corée  | CJ Entus            | 4 975  | 8              |
| 9 à 16              | (P) Joo « Zest » Sung Wook        | 5 000 USD   | Corée  | KT Rolster          | 3 675  | 12             |
| 9 à 16              | (P) David « Lilbow » Moschetto    | 5 000 USD   | WCS    | Millenium           | 3 625  | 13             |
| 9 à 16              | (T) Choi « Polt » Seong Hun       | 5 000 USD   | WCS    | CM Storm            | 3 875  | 11             |
| 9 à 16              | (P) Won « PartinG » Lee Sak       | 5 000 USD   | Corée  | yoe Flash Wolves    | 5 850  | 3              |
| 9 à 16              | (T) Cho « Dream » Joong Hyuk      | 5 000 USD   | Corée  | SK Telecom T1       | 4 275  | 10             |
| 9 à 16              | (T) Cho « Maru » Seong Ju         | 5 000 USD   | Corée  | Jin Air Green Wings | 6 050  | 2              |

## Format

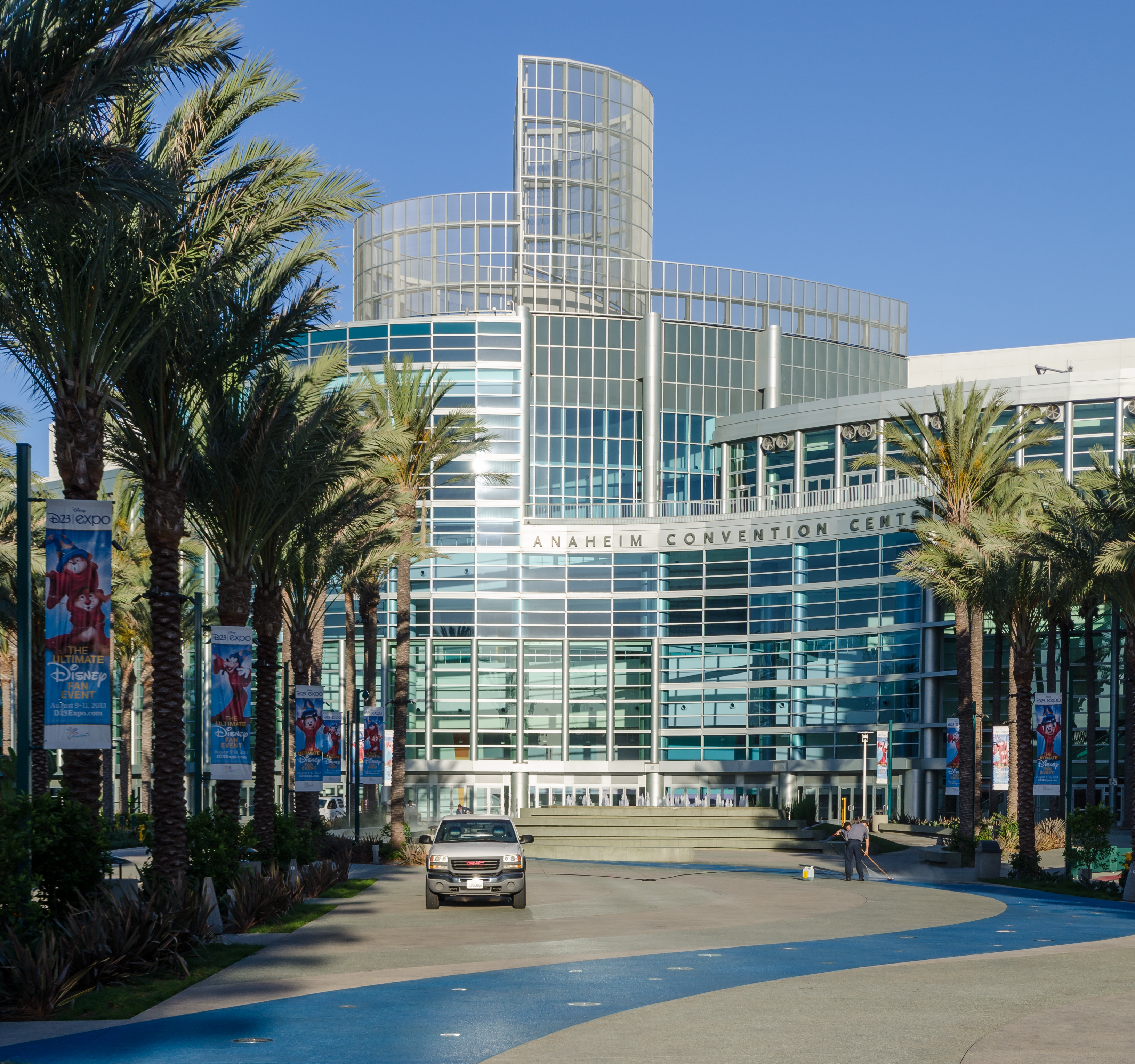
L'Anaheim Convention Center, lieu où se déroule la BlizzCon.

Après une année de compétition, le classement WCS est bloqué et les seize premiers joueurs sont invités à participer aux finales mondiales. Le tournoi est organisé en un arbre à élimination directe ; le gagnant est couronné champion du monde 2015 et remporte la somme de 100 000 dollars ainsi que « l'admiration de la communauté de StarCraft II tout entière ».
Tous les matchs sont joués en best-of-5 (trois parties gagnantes), excepté la finale, jouée en best-of-7 (quatre parties gagnantes). Les joueurs sont rétablis dans le tableau tel que le premier du classement rencontre le seizième, le deuxième rencontre le quinzième, etc. S'il y a égalité des points, les joueurs sont départagés par le nombre de points gagnés en tournois réguliers (WCS, GSL et SSL). S'il y a encore égalité, les points gagnés lors des événements partenaires de palier 1 sont ajoutés. S'il y a encore égalité, la place se joue à pile ou face. La seizième place est déterminée par un best-of-5 au studui Freec Up de Gom eXP le 6 octobre.
HyuN et FanTaSy qui occupaient tous deux la seizième place ont disputé ce match, FanTaSy s'est imposé 3 à 2.
Les cartes jouables sont :
- Tête de pont (Bridgehead)
- Vallée des cactus (Cactus Valley)
- Coda
- Terminal stellaire (Dash and Terminal)
- Forteresse de fer (Iron Fortress)
- Clair de lune fanatique (Moonlight Madness)
- Terraformation (Terraform)

## Personnalités

### Commentateurs et observateurs
La compétition est, en anglais :
- présentée et commentée par[3] :
  - William « Chobra » Cho ;
  - Shaun « Apollo » Clark ;
  - Dario « TLO » Wünsch ;

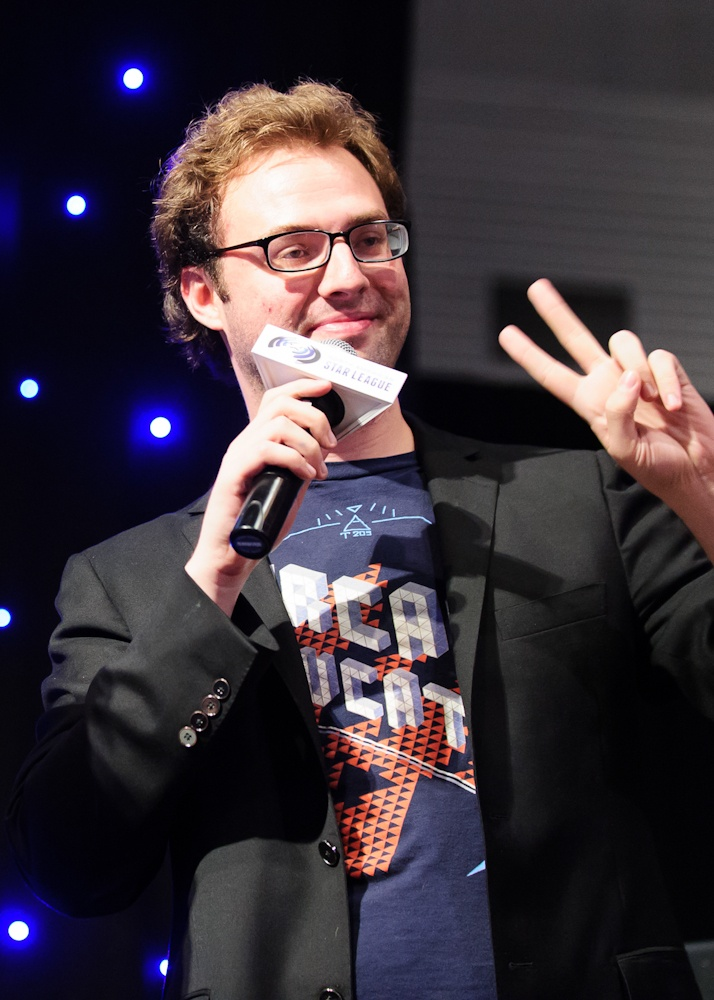
Day[9] aux NASL Season 3 Grand Finals.

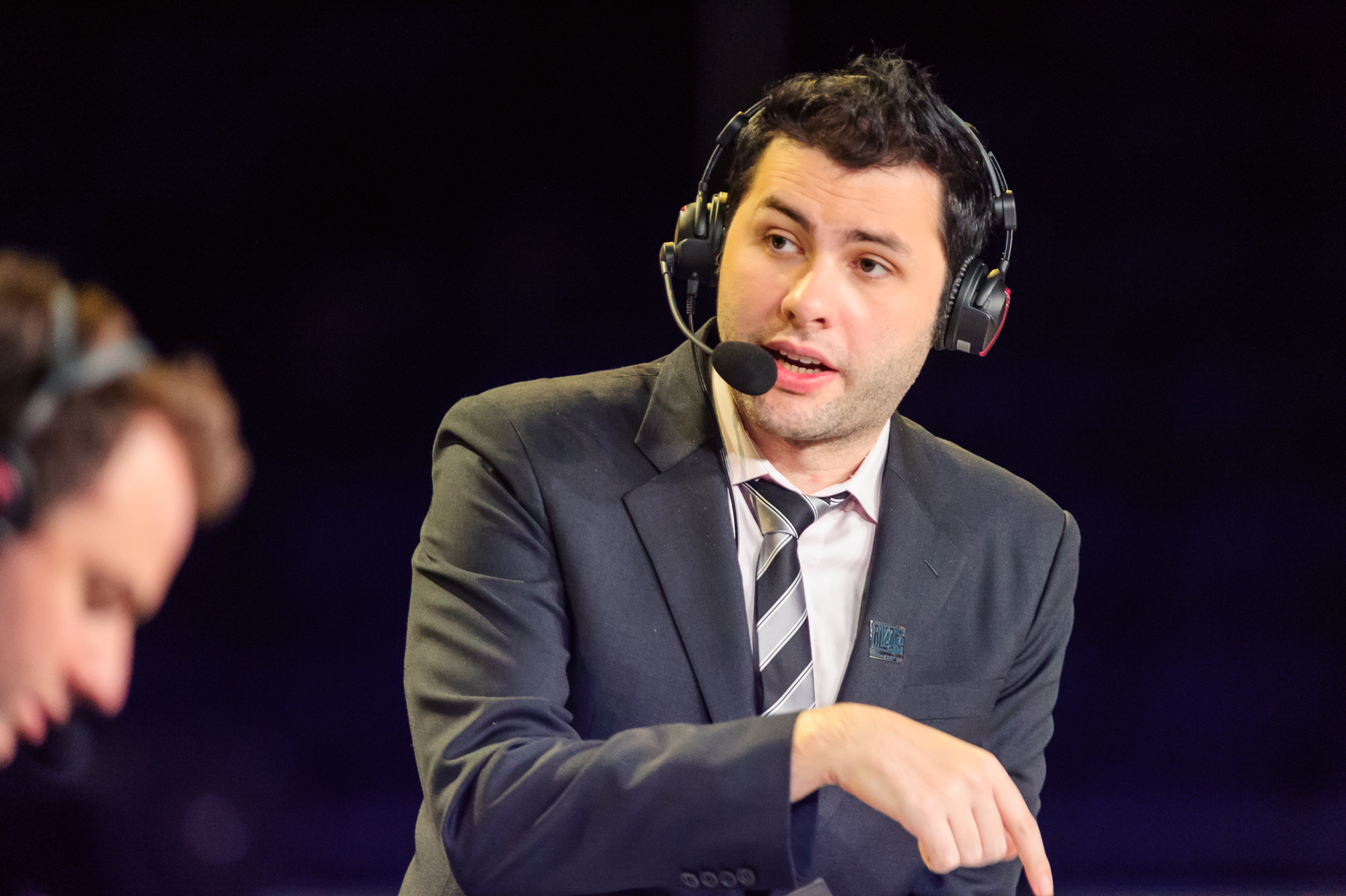
Tasteless à la BlizzCon en 2014.

  - Kevin « RotterdaM » van der Kooi ;
  - Nathan « Nathanias » Fabrikant ;
  - Geoff « iNcontroL » Robinson ;
  - James « Kaelaris » Carrol (seulement aux huitièmes de finale) ;
  - Yoan « ToD » Merlo (seulement aux huitièmes de finale) ;
  - Sean « Day[9] » Plott (seulement à la BlizzCon) ;
  - Andrew « mOOnGlaDe » Pender (seulement à la BlizzCon) ;
  - Nick « Tasteless » Plott (seulement à la BlizzCon) ;
  - Dan « Artosis » Stemkoski (seulement à la BlizzCon) ;
  - Andrew « mOOnGLaDe » Pender (seulement à la BlizzCon) ;
  - Leigh « Maynarde » Mandalov (seulement à la BlizzCon) ;
- observée durant les parties par[3] :
  - Florence « flo » Yao ;
  - Alexandre « FunKa » Verrier.

La compétition est aussi retransmise en français sur O'Gaming TV (Pomf et Thud), une viewing party est organisée au Belushi's Bar le 7 novembre à Paris, les spectateurs pourront y assister à la compétition avec un grand écran. Les commentateurs sont Pomf, Anoss, Imre, Koka, Pouilleux et MoMaN.

### Joueurs

#### Tous les participants
| No. | Joueur         | Équipe              | Points |
| --- | -------------- | ------------------- | ------ |
| 1   | (P) herO       | CJ Entus            | 7 900  |
| 2   | (T) Maru       | Jin Air Green Wings | 6 050  |
| 3   | (P) PartinG    | yoe Flash Wolves    | 5 850  |
| 4   | (Z) Life       | KT Rolster          | 5 475  |
| 5   | (T) INnoVation | SK Telecom T1       | 5 325  |
| 6   | (P) Rain       | mYinsanity          | 5 175  |
| 7   | (Z) Hydra      | ROOT Gaming         | 5 000  |
| 8   | (Z) ByuL       | CJ Entus            | 4 975  |
| 9   | (P) Classic    | SK Telecom T1       | 4 550  |
| 10  | (T) Dream      | SK Telecom T1       | 4 275  |
| 11  | (T) Polt       | CM Storm            | 3 875  |
| 12  | (P) Zest       | KT Rolster          | 3 675  |
| 13  | (P) Lilbow     | Millenium           | 3 625  |
| 14  | (P) sOs        | Jin Air Green Wings | 3 525  |
| 15  | (Z) Rogue      | Jin Air Green Wings | 3 325  |
| 16  | (T) FanTaSy    | Dead Pixels         | 3 026  |

Références : Battle.net et Liquipedia

#### Présentation des joueurs qualifiés pour les huitièmes de finale joués à la BlizzCon

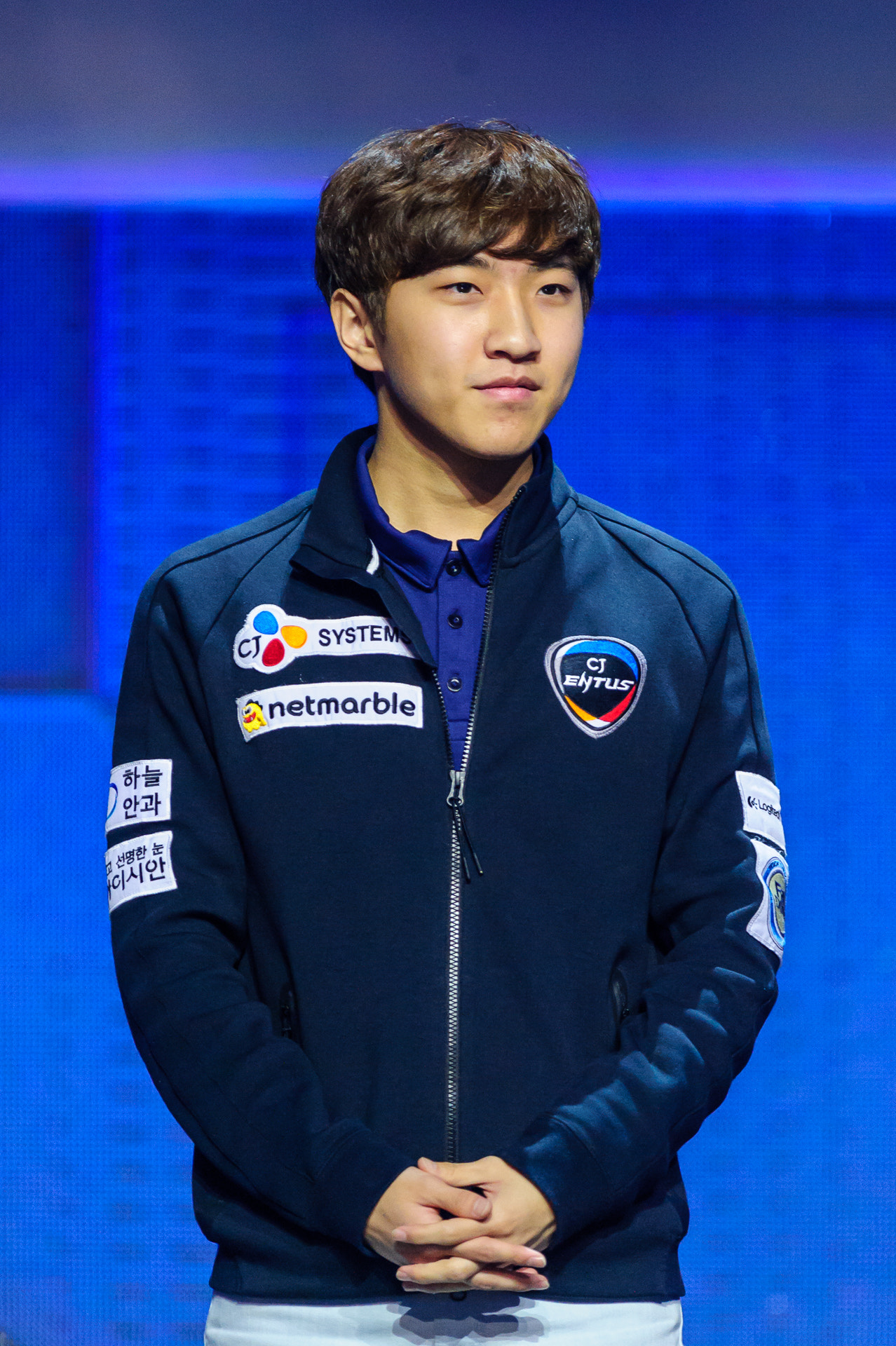
herO à la BlizzCon en 2014.

Premier du classement WCS, le joueur protoss herO fait partie des grands favoris dans la compétition. Après avoir gagné son premier titre sur StarCraft II en décembre 2013 aux IEM de Singapour, il montre une régularité en 2014 dans les WCS, remporte un autre titre aux IEM Sao Paulo et finit second face à sOs à l'IEM World Championship de Katowice ; Il finit l'année au top 8 des Global Finals. herO connait une excellente année 2015 en restant encore régulier, il participe à la GSL et à la SSL durant les trois saisons de l'année. En saison 1, il termine demi-finaliste des deux tournois, il finit par remporter la SSL à la saison 3 en écrasant ByuL en finale 4 à 2. Du côté des tournois partenaires WCS, ses performances sont au rendez-vous avec des bons résultats aux IEM dont une victoire à San Jose, il gagne également la première saison de la KeSPA Cup 2015, et finit au top 8 à la saison 2. Avec de pareilles performances durant toute l'année, herO s'impose à la première place du classement WCS (7 900 points) avec une large avance de presque 2 000 points sur Maru (6 050 points). Il a battu le joueur terran FanTaSy en huitième de finales après avoir concédé la première partie,.

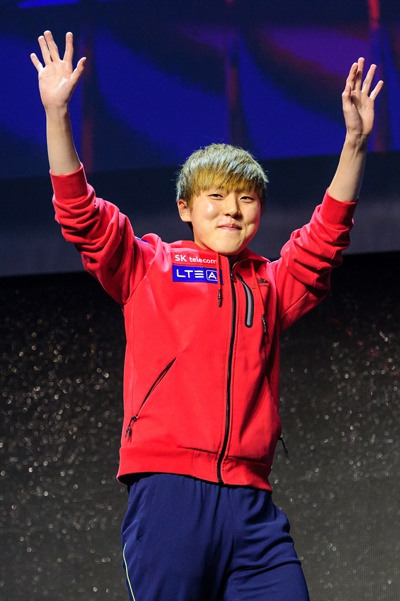
Classic à la BlizzCon en 2014.

Son adversaire en quarts de finale est Classic, un autre joueur protoss. Après avoir joué sur StarCraft: Brood War en tant que terran, il passe en 2012 sur StarCraft 2 sur la race protoss et c'est en 2014 qu'il est révélé en devenant champion de la GSL saison 2 face à soO. Il continue  l'année avec de bons résultats, cependant sans décrocher de victoire. En 2015, il gagne la saison 2 de la Starleague et réussit à se qualifier au code S et à l'arbre final de la GSL aux saisons 2 et 3. Il remporte les IEM Shenzhen devant PartinG. En Proleague, il montre d'excellents résultats pour son équipe avec 15 victoires pour huit défaites. Toutes ces performances permettent à Classic d'atteindre la neuvième place du classement WCS avec 4 550 points. Il écrase le zerg ByuL 3 à 0 en huitième de finale,.

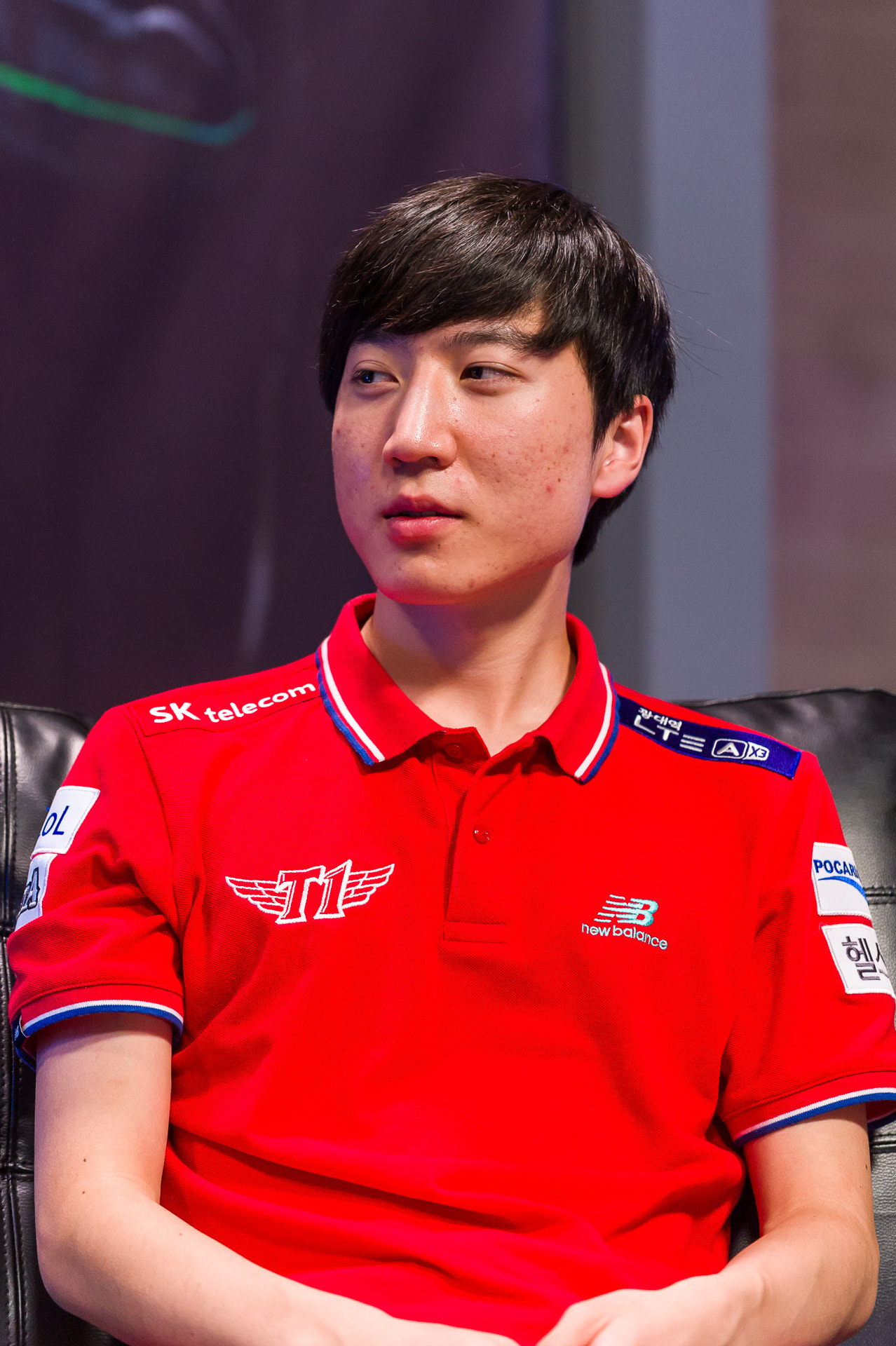
INnoVation en 2014.

Le joueur terran INnoVation fait également partie des grands favoris des Global Finals. Il est l'un des joueurs le plus réguliers et les plus effrayants. Il gagne en 2014 la première saison de la GSL et se qualifie in-extremis pour les 2014 Global Finals, il est battu par le terran TaeJa en quart de finale. En milieu 2015, il connait une période difficile avec une dernière place de son groupe en huitième de finale du Code S de la GSL en saison 2 et une non qualification à la Starleague saison 2. Mais il remonte finalement fin 2015 en arrivant aux quarts de finale à la troisième saison de la Starleague et en obtenant le titre de champion de la GSL saison 3 contre ByuL. INnoVation joue essentiellement en Corée, il a joué quelques tournois hors Corée en atteignant les demi-finales aux MSI Master Gaming et en gagnant les IEM Gamescom à Cologne contre soO. Avec une telle régularité dans les tournois individuels et en Proleague, INnoVation est un adversaire redoutable considéré comme le meilleur joueur Terran fin 2015. Il est cinquième du classement WCS avec 5 325 points et a écrasé le protoss Zest en huitième de finale 3 à 0,.

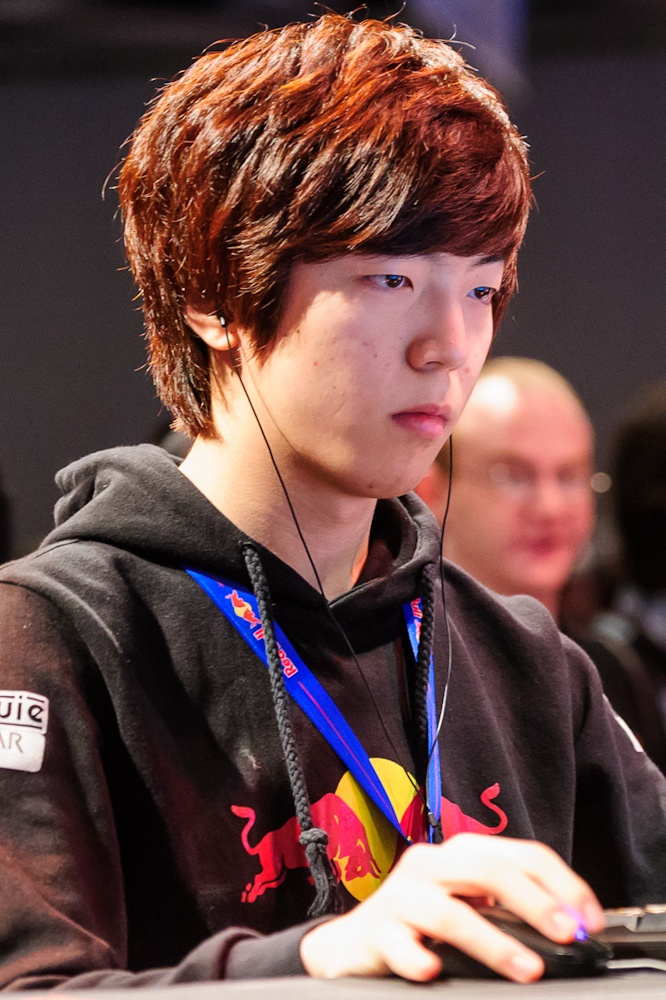
Life en 2013.

Son adversaire, Life est un joueur zerg populaire en France, gagnant du tournoi Iron Squid 2 organisé par Pomf et Thud à seulement 16 ans. Champion du monde en 2014, Life a commencé l'année 2015 par une victoire de la GSL saison 1, une autre aux IEM Taïpei et une demi-finale en Starleague. Il s'est imposé face à de très grands joueurs parmi INnovation, herO, PartinG, Maru et Classic. Ses performances déclinent néanmoins durant l'année 2015 : ses résultats sont chaque fois moins brillants que les précédents (Starleague : quart de finale en saison 2, top 12 en saison 3 ; GSL : top 16 en saison 2, top 24 en saison 3). De plus, son ratio de victoire en Proleague de 52 % assez correct est pourtant timide face aux meilleurs : 75 % pour soO, 71 pour INnoVation). Cependant, 2014 a été probablement la pire année de Life en tant que joueur professionnel, ce qu'il ne l'a pas empêcher de décrocher le titre de champion du monde en battant tous les favoris. Avec 5 475 points, il est quatrième du classement WCS. En huitième de finale, il n'a laissé aucune chance au seul joueur non-coréen Lilbow, le joueur protoss français, en gagnant le match 3 à 0 en 20 minutes par des agressions en tout début de parties,.

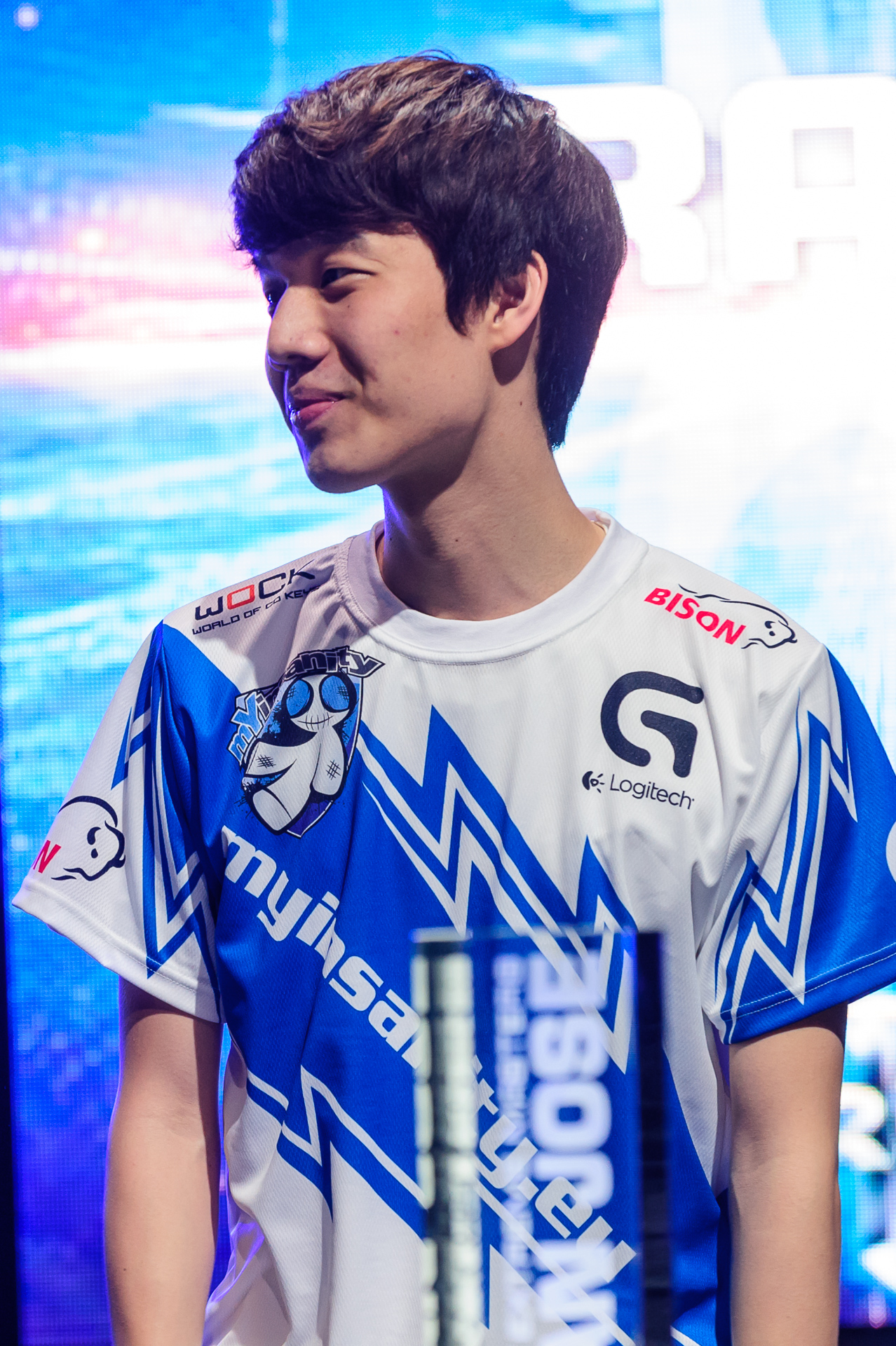
Rain aux Intel Extreme Masters à San José.

Rain est un joueur protoss ; il a gagné en 2012 l'OneGameNet Starleague, les WCS Asie et a fini troisième au Battle.net World Championship. Il montre une régularité exemplaire et est considéré comme l'un des meilleurs joueurs protoss. En Proleague 2014, il détient le meilleur ratio de victoire du top 5 (21-10) pour son équipe SK Telecom T1. À la fin de cette année, il quitte son équipe et la KeSPA pour rejoindre l'équipe belge mYinsanity le 9 novembre 2014. Ce transfert est un succès : il est battu de justesse en finale des IEM San Jose face à herO 3-4. Même s'il ne parvient pas à se qualifier aux deux premières saisons de la Starleague, il fait partie du top 16 de ma première saison GSL et remporte la GSL saison 2, tout cela dans une équipe non-coréenne. Il remporte également la HomeStory Cup XI, sa seule défaite étant contre Lilbow en poule. Il a 5 175 points et occupe la sixième place du Classement WCS. En huitième de finale, il dispute un match serré contre le terran et vainqueur des WCS Polt en le battant 3 à 2,.

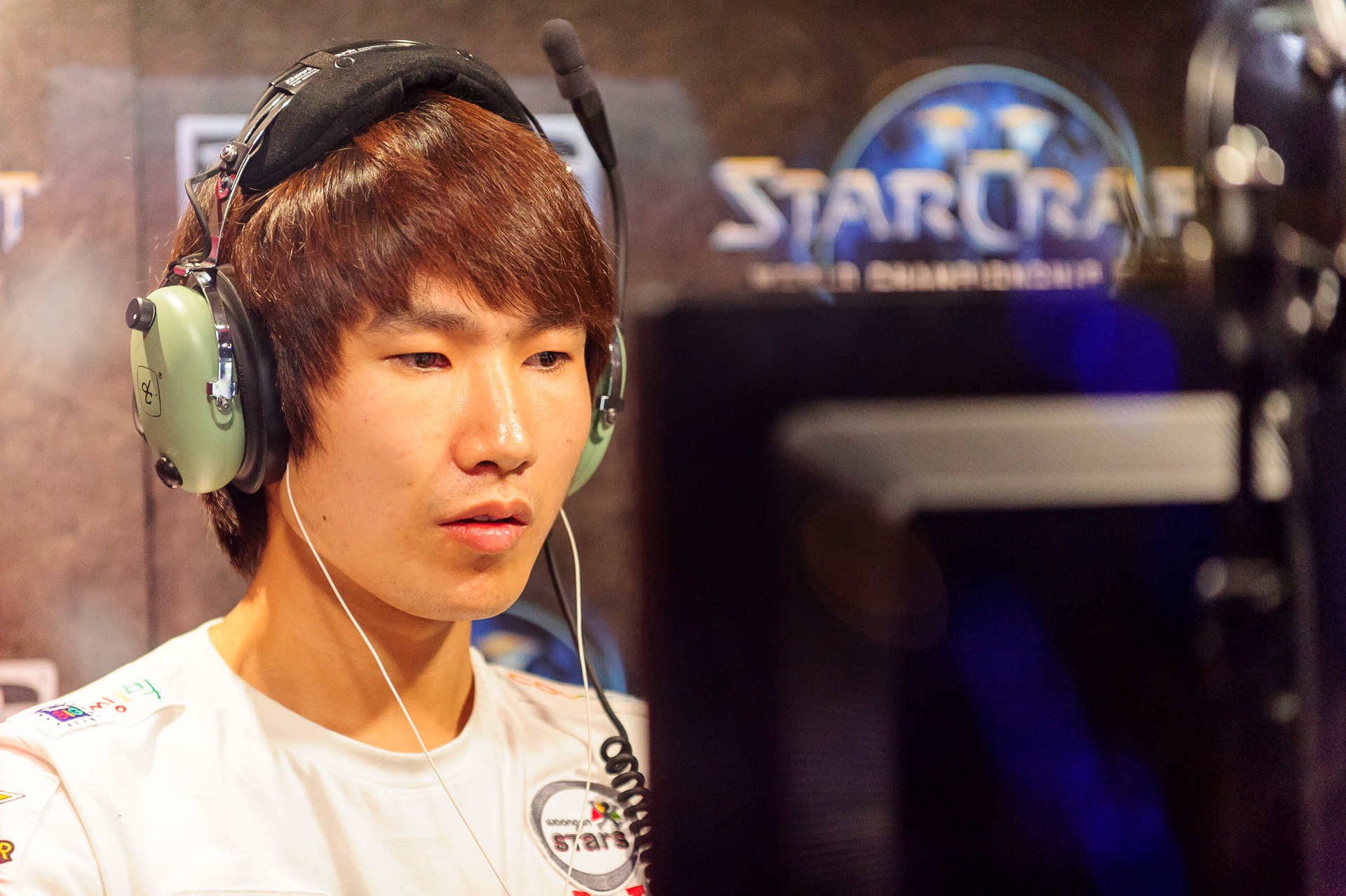
sOs aux 2013 Global Finals.

Son adversaire est le joueur protoss et champion du monde de 2013 sOs. N'ayant pas réussi à se qualifier pour la BlizzCon en 2014, il réussit une année 2015 intéressante en gagnant d'entrée la Hot6ix Cup fin 2014 (qui compte pour le classement WCS 2015) face au terran MarineKing. Cependant, pour la première fois depuis 2012, sOs ne parvient ni à se qualifier pour la GSL saison 1 ni pour la SSL saison 1 de 2015. C'est à partir du printemps 2015 qu'il montre à nouveau de bons résultats avec une demi-finale de GSL saison 2. Du côté des tournois partenaires WCS, il gagne les MSI Masters Gaming et une demi-finale de DreamHack Stockholm. Avec 3 525 points, sOs est 12e du classement WCS. Il dispute une rencontre très serrée contre le protoss PartinG, vainqueur en 2012 du Battle.net World Championship. Alors qu'il est mené 2 à 1, sOs parvient à remonter et à s'imposer 3 à 2,.
Le joueur zerg Hydra est apparu sur la scène grâce au nouveau format des WCS 2015. En Premier League, hors Corée, il s'incline face à Polt en finale lors de la saison 1 pour finalement remporter le trophée lors de la saison 2 contre le français Lilbow. En saison 3, il est cependant battu par ce dernier. Hydra occupe la septième place du classement WCS avec 5 000 points. Il s'impose face au terran Dream dans un match compliqué aux huitièmes de finale,.
En 2015, Rogue est le seul joueur zerg à avoir atteint aux 3 saisons les quarts de finale de la GSL et deux fois en SSL ; il n'a pourtant aucune victoire à son actif et parvient rarement à se hisser dans les tableaux des tournois (top 16 en KeSPA Cup à chaque fois). Il ne joue quasiment pas dans les tournois occidentaux, sauf pour les IEM Katowice où il termine dans le top 16. Quinzième du classement WCS, Rogue a 3 325 points. Il écrase le terran Maru en huitièmes de finale 3 à 0 dans un match à sens unique,.

## Déroulement des matchs

### Quarts de finale
| Premier quart de finale        | Premier quart de finale                                              | Premier quart de finale | Premier quart de finale | Premier quart de finale |
| ------------------------------ | -------------------------------------------------------------------- | ----------------------- | ----------------------- | ----------------------- |
| 6 novembre 2015 à 12 h 50 PST. |                                                                      |                         |                         |                         |
| herO (P)                       | 1 - 3                                                                | (P) Classic             |                         |                         |
|                                |                                                                      |                         |                         |                         |
| ✔️                             | Tête de pont Terraformation Vallée des cactus Coda Forteresse de fer | ✔️ · ✔️ · ✔️            |                         |                         |

Dans la première partie sur Tête de pont (Bridgehead), les deux joueurs ouvrent le jeu de la même manière mais herO construit une porte spatiale près de la base de son adversaire (proxy). Malheureusement, il n'arrive pas à infliger assez de dégâts à l'économie de Classic qui parvient à gagner grâce à une production de traqueurs sur trois portails (herO 0-1 Classic). Dans la deuxième partie, l'ouverture est peu commune avec un proxy complexe robotique de herO et des oracles pour Classic. Celui-ci prend une deuxième base en premier et son adversaire décide de le sanctionner avec des traqueurs et un immortel. Il parvient à détruire la deuxième base de Classic en perdant son immortel. Classic, grâce à son proxy porte spatiale, détruit le conseil crépusculaire et repousse herO afin de prendre une troisième base et assoir ainsi son avantage économique et technologique. herO tente de détruire cette base mais il échoue ; Classic enchaîne sur une quatrième base, produit des tempêtes et finit par détruire l'armée d'herO (0-2). Dans la troisième partie, herO part sur une agression composée de traqueurs avec la capacité transfert (blink stalkers) tandis que Classic choisit de construire plus de portails pour produire plus d'unités. herO pose un proxy pylône détecté par Classic, il doit alors développer sa technologie vers le complexe robotique. Étant ainsi avantagé, herO développe son économie plus rapidement. Il essaie deux fois d'attaquer Classic qui le repousse à chaque fois. Cependant, il envoie des unités un peu partout dans la base de Classic qui perd petit à petit tous ses bâtiments. herO finit par écraser l'armée de Classic grâce à son économie plus forte (1-2). Dans la quatrième partie, Classic part sur une technologie rapide de templiers noirs, détectée par herO grâce à une hallucination de sentinelle. Cependant, Classic parvient plus tard à tuer sept sondes de herO. Les deux joueurs sont sur trois bases mais Classic se développe plus rapidement grâce à son avantage économique. Il attaque avec son +2 d'attaques et des archontes en plus de colosses et immortels. herO, débordé, essaie de produire des archontes mais il est trop tard : Classic remporte la partie (1-3) et se qualifie pour les demi-finales.
| Deuxième quart de finale       | Deuxième quart de finale                                                        | Deuxième quart de finale | Deuxième quart de finale | Deuxième quart de finale |
| ------------------------------ | ------------------------------------------------------------------------------- | ------------------------ | ------------------------ | ------------------------ |
| 6 novembre 2015 à 15 h 15 PST. |                                                                                 |                          |                          |                          |
| INnoVation (T)                 | 1 - 3                                                                           | (Z) Life                 |                          |                          |
|                                |                                                                                 |                          |                          |                          |
| ✔️                             | Clair de lune fanatique Terraformation Forteresse de fer Coda Vallée des cactus | ✔️ · ✔️ · ✔️             |                          |                          |

| Troisième quart de finale      | Troisième quart de finale                                            | Troisième quart de finale | Troisième quart de finale | Troisième quart de finale |
| ------------------------------ | -------------------------------------------------------------------- | ------------------------- | ------------------------- | ------------------------- |
| 6 novembre 2015 à 16 h 45 PST. |                                                                      |                           |                           |                           |
| Rain (P)                       | 0 - 3                                                                | (P) sOs                   |                           |                           |
|                                |                                                                      |                           |                           |                           |
|                                | Vallée des cactus Terraformation Tête de pont Forteresse de fer Coda | ✔️ · ✔️ · ✔️              |                           |                           |

| Quatrième quart de finale   | Quatrième quart de finale                                                      | Quatrième quart de finale | Quatrième quart de finale | Quatrième quart de finale |
| --------------------------- | ------------------------------------------------------------------------------ | ------------------------- | ------------------------- | ------------------------- |
| 6 novembre 2015 à 18 h PST. |                                                                                |                           |                           |                           |
| Hydra (Z)                   | 1 - 3                                                                          | (Z) Rogue                 |                           |                           |
|                             |                                                                                |                           |                           |                           |
| ✔️                          | Tête de pont Vallée des cactus Terminal stellaire Clair de lune fanatique Coda | ✔️ · ✔️ · ✔️              |                           |                           |

### Demi-finales
| Première demi-finale           | Première demi-finale                                                       | Première demi-finale | Première demi-finale | Première demi-finale |
| ------------------------------ | -------------------------------------------------------------------------- | -------------------- | -------------------- | -------------------- |
| 7 novembre 2015 à 14 h 25 PST. |                                                                            |                      |                      |                      |
| Classic (P)                    | 2 - 3                                                                      | (Z) Life             |                      |                      |
|                                |                                                                            |                      |                      |                      |
| ✔️ · ✔️                        | Forteresse de Fer Terraformation Coda Clair de lune fanatique Tête de pont | ✔️ · ✔️ · ✔️         |                      |                      |

| Deuxième demi-finale           | Deuxième demi-finale                                                       | Deuxième demi-finale | Deuxième demi-finale | Deuxième demi-finale |
| ------------------------------ | -------------------------------------------------------------------------- | -------------------- | -------------------- | -------------------- |
| 7 novembre 2015 à 14 h 25 PST. |                                                                            |                      |                      |                      |
| sOs (P)                        | 3 - 0                                                                      | (Z) Rogue            |                      |                      |
|                                |                                                                            |                      |                      |                      |
| ✔️ · ✔️ · ✔️                   | Tête de pont Coda Forteresse de Fer Clair de lune fanatique Terraformation |                      |                      |                      |

### Finale
| Finale                      | Finale | Finale            | Finale | Finale |
| --------------------------- | --- | ----------------- | ------ | ------ |
| 7 novembre 2015 à 16 h PST. | |                   |        |        |
| Life (Z)                    | 3 - 4 | (P) sOs           |        |        |
|                             | |                   |        |        |
| ✔️ · ✔️ · ✔️                | Terraformation Coda Clair de lune fanatique Tête de pont Terminal stellaire Vallée des cactus Forteresse de fer | ✔️ · ✔️ · ✔️ · ✔️ |        |        |

## Tableau final
Légende des races :  Protoss  Terran  Zerg
|  | Huitièmes de finale (Bo5) | Huitièmes de finale (Bo5) | Huitièmes de finale (Bo5) | Huitièmes de finale (Bo5) |            |            | Quarts de finale (Bo5) | Quarts de finale (Bo5) | Quarts de finale (Bo5) | Quarts de finale (Bo5) |  |  | Demi-finales (Bo5) | Demi-finales (Bo5) | Demi-finales (Bo5) | Demi-finales (Bo5) |  |  | Finale (Bo7)    | Finale (Bo7)    | Finale (Bo7)    | Finale (Bo7)    |
|  |                           |                           |                           |                           |            |            |                        |                        |                        |                        |  |  |                    |                    |                    |                    |  |  |                 |                 |                 |                 |
|  | 1er novembre 2015         | 1er novembre 2015         | 1er novembre 2015         | 1er novembre 2015         |            |            | 6 novembre 2015        | 6 novembre 2015        | 6 novembre 2015        | 6 novembre 2015        |  |  | 7 novembre 2015    | 7 novembre 2015    | 7 novembre 2015    | 7 novembre 2015    |  |  | 7 novembre 2015 | 7 novembre 2015 | 7 novembre 2015 | 7 novembre 2015 |
|  | herO                      | herO                      | 3                         | 3                         |            |            | 6 novembre 2015        | 6 novembre 2015        | 6 novembre 2015        | 6 novembre 2015        |  |  | 7 novembre 2015    | 7 novembre 2015    | 7 novembre 2015    | 7 novembre 2015    |  |  | 7 novembre 2015 | 7 novembre 2015 | 7 novembre 2015 | 7 novembre 2015 |
|  | herO                      | herO                      | 3                         | 3                         |            |            | 6 novembre 2015        | 6 novembre 2015        | 6 novembre 2015        | 6 novembre 2015        |  |  | 7 novembre 2015    | 7 novembre 2015    | 7 novembre 2015    | 7 novembre 2015    |  |  | 7 novembre 2015 | 7 novembre 2015 | 7 novembre 2015 | 7 novembre 2015 |
|  | FanTaSy                   | FanTaSy                   | 1                         | 1                         |            |            | 6 novembre 2015        | 6 novembre 2015        | 6 novembre 2015        | 6 novembre 2015        |  |  | 7 novembre 2015    | 7 novembre 2015    | 7 novembre 2015    | 7 novembre 2015    |  |  | 7 novembre 2015 | 7 novembre 2015 | 7 novembre 2015 | 7 novembre 2015 |
|  | FanTaSy                   | FanTaSy                   | 1                         | 1                         | herO       | herO       | 1                      | 1                      |                        |                        |  |  | 7 novembre 2015    | 7 novembre 2015    | 7 novembre 2015    | 7 novembre 2015    |  |  | 7 novembre 2015 | 7 novembre 2015 | 7 novembre 2015 | 7 novembre 2015 |
|  | 1er novembre 2015         |                           |                           |                           | herO       | herO       | 1                      | 1                      |                        |                        |  |  | 7 novembre 2015    | 7 novembre 2015    | 7 novembre 2015    | 7 novembre 2015    |  |  | 7 novembre 2015 | 7 novembre 2015 | 7 novembre 2015 | 7 novembre 2015 |
|  |                           |                           | Classic                   | Classic                   | 3          | 3          |                        |                        |                        |                        |  |  | 7 novembre 2015    | 7 novembre 2015    | 7 novembre 2015    | 7 novembre 2015    |  |  | 7 novembre 2015 | 7 novembre 2015 | 7 novembre 2015 | 7 novembre 2015 |
|  | ByuL                      | ByuL                      | Classic                   | Classic                   | 3          | 3          | 0                      | 0                      |                        |                        |  |  | 7 novembre 2015    | 7 novembre 2015    | 7 novembre 2015    | 7 novembre 2015    |  |  | 7 novembre 2015 | 7 novembre 2015 | 7 novembre 2015 | 7 novembre 2015 |
|  | ByuL                      | ByuL                      | 6 novembre 2015           |                           |            |            | 0                      | 0                      |                        |                        |  |  | 7 novembre 2015    | 7 novembre 2015    | 7 novembre 2015    | 7 novembre 2015    |  |  | 7 novembre 2015 | 7 novembre 2015 | 7 novembre 2015 | 7 novembre 2015 |
|  | Classic                   | Classic                   | 3                         | 3                         |            |            |                        |                        |                        |                        |  |  | 7 novembre 2015    | 7 novembre 2015    | 7 novembre 2015    | 7 novembre 2015    |  |  | 7 novembre 2015 | 7 novembre 2015 | 7 novembre 2015 | 7 novembre 2015 |
|  | Classic                   | Classic                   | 3                         | 3                         | Classic    | Classic    | 2                      | 2                      |                        |                        |  |  |                    |                    |                    |                    |  |  | 7 novembre 2015 | 7 novembre 2015 | 7 novembre 2015 | 7 novembre 2015 |
|  | 1er novembre 2015         |                           |                           |                           | Classic    | Classic    | 2                      | 2                      |                        |                        |  |  |                    |                    |                    |                    |  |  | 7 novembre 2015 | 7 novembre 2015 | 7 novembre 2015 | 7 novembre 2015 |
|  |                           |                           | Life                      | Life                      | 3          | 3          |                        |                        |                        |                        |  |  |                    |                    |                    |                    |  |  | 7 novembre 2015 | 7 novembre 2015 | 7 novembre 2015 | 7 novembre 2015 |
|  | INnoVation                | INnoVation                | Life                      | Life                      | 3          | 3          | 3                      | 3                      |                        |                        |  |  |                    |                    |                    |                    |  |  | 7 novembre 2015 | 7 novembre 2015 | 7 novembre 2015 | 7 novembre 2015 |
|  | INnoVation                | INnoVation                | 7 novembre 2015           |                           |            |            | 3                      | 3                      |                        |                        |  |  |                    |                    |                    |                    |  |  | 7 novembre 2015 | 7 novembre 2015 | 7 novembre 2015 | 7 novembre 2015 |
|  | Zest                      | Zest                      | 1                         | 1                         |            |            |                        |                        |                        |                        |  |  |                    |                    |                    |                    |  |  | 7 novembre 2015 | 7 novembre 2015 | 7 novembre 2015 | 7 novembre 2015 |
|  | Zest                      | Zest                      | 1                         | 1                         | INnovation | INnovation | 1                      | 1                      |                        |                        |  |  |                    |                    |                    |                    |  |  | 7 novembre 2015 | 7 novembre 2015 | 7 novembre 2015 | 7 novembre 2015 |
|  | 1er novembre 2015         |                           |                           |                           | INnovation | INnovation | 1                      | 1                      |                        |                        |  |  |                    |                    |                    |                    |  |  | 7 novembre 2015 | 7 novembre 2015 | 7 novembre 2015 | 7 novembre 2015 |
|  |                           |                           | Life                      | Life                      | 3          | 3          |                        |                        |                        |                        |  |  |                    |                    |                    |                    |  |  | 7 novembre 2015 | 7 novembre 2015 | 7 novembre 2015 | 7 novembre 2015 |
|  | Life                      | Life                      | Life                      | Life                      | 3          | 3          | 3                      | 3                      |                        |                        |  |  |                    |                    |                    |                    |  |  | 7 novembre 2015 | 7 novembre 2015 | 7 novembre 2015 | 7 novembre 2015 |
|  | Life                      | Life                      | 6 novembre 2015           |                           |            |            | 3                      | 3                      |                        |                        |  |  |                    |                    |                    |                    |  |  | 7 novembre 2015 | 7 novembre 2015 | 7 novembre 2015 | 7 novembre 2015 |
|  | Lilbow                    | Lilbow                    | 0                         | 0                         |            |            |                        |                        |                        |                        |  |  |                    |                    |                    |                    |  |  | 7 novembre 2015 | 7 novembre 2015 | 7 novembre 2015 | 7 novembre 2015 |
|  | Lilbow                    | Lilbow                    | 0                         | 0                         | Life       | Life       | 3                      | 3                      |                        |                        |  |  |                    |                    |                    |                    |  |  |                 |                 |                 |                 |
|  | 1er novembre 2015         |                           |                           |                           | Life       | Life       | 3                      | 3                      |                        |                        |  |  |                    |                    |                    |                    |  |  |                 |                 |                 |                 |
|  |                           |                           | sOs                       | sOs                       | 4          | 4          |                        |                        |                        |                        |  |  |                    |                    |                    |                    |  |  |                 |                 |                 |                 |
|  | Rain                      | Rain                      | sOs                       | sOs                       | 4          | 4          | 3                      | 3                      |                        |                        |  |  |                    |                    |                    |                    |  |  |                 |                 |                 |                 |
|  | Rain                      | Rain                      |                           |                           |            |            |                        | 3                      |                        |                        |  |  |                    |                    |                    |                    |  |  |                 |                 |                 |                 |
|  | Polt                      | Polt                      | 2                         | 2                         |            |            |                        |                        |                        |                        |  |  |                    |                    |                    |                    |  |  |                 |                 |                 |                 |
|  | Polt                      | Polt                      | 2                         | 2                         | Rain       | Rain       | 0                      | 0                      |                        |                        |  |  |                    |                    |                    |                    |  |  |                 |                 |                 |                 |
|  | 1er novembre 2015         |                           |                           |                           | Rain       | Rain       | 0                      | 0                      |                        |                        |  |  |                    |                    |                    |                    |  |  |                 |                 |                 |                 |
|  |                           |                           | sOs                       | sOs                       | 3          | 3          |                        |                        |                        |                        |  |  |                    |                    |                    |                    |  |  |                 |                 |                 |                 |
|  | PartinG                   | PartinG                   | sOs                       | sOs                       | 3          | 3          | 2                      | 2                      |                        |                        |  |  |                    |                    |                    |                    |  |  |                 |                 |                 |                 |
|  | PartinG                   | PartinG                   | 6 novembre 2015           |                           |            |            | 2                      | 2                      |                        |                        |  |  |                    |                    |                    |                    |  |  |                 |                 |                 |                 |
|  | sOs                       | sOs                       | 3                         | 3                         |            |            |                        |                        |                        |                        |  |  |                    |                    |                    |                    |  |  |                 |                 |                 |                 |
|  | sOs                       | sOs                       | 3                         | 3                         | sOs        | sOs        | 3                      | 3                      |                        |                        |  |  |                    |                    |                    |                    |  |  |                 |                 |                 |                 |
|  | 1er novembre 2015         |                           |                           |                           | sOs        | sOs        | 3                      | 3                      |                        |                        |  |  |                    |                    |                    |                    |  |  |                 |                 |                 |                 |
|  |                           |                           | Rogue                     | Rogue                     | 0          | 0          |                        |                        |                        |                        |  |  |                    |                    |                    |                    |  |  |                 |                 |                 |                 |
|  | Hydra                     | Hydra                     | Rogue                     | Rogue                     | 0          | 0          | 3                      | 3                      |                        |                        |  |  |                    |                    |                    |                    |  |  |                 |                 |                 |                 |
|  | Hydra                     | Hydra                     |                           |                           |            |            |                        | 3                      |                        |                        |  |  |                    |                    |                    |                    |  |  |                 |                 |                 |                 |
|  | Dream                     | Dream                     | 2                         | 2                         |            |            |                        |                        |                        |                        |  |  |                    |                    |                    |                    |  |  |                 |                 |                 |                 |
|  | Dream                     | Dream                     | 2                         | 2                         | Hydra      | Hydra      | 1                      | 1                      |                        |                        |  |  |                    |                    |                    |                    |  |  |                 |                 |                 |                 |
|  | 1er novembre 2015         |                           |                           |                           | Hydra      | Hydra      | 1                      | 1                      |                        |                        |  |  |                    |                    |                    |                    |  |  |                 |                 |                 |                 |
|  |                           |                           | Rogue                     | Rogue                     | 3          | 3          |                        |                        |                        |                        |  |  |                    |                    |                    |                    |  |  |                 |                 |                 |                 |
|  | Maru                      | Maru                      | Rogue                     | Rogue                     | 3          | 3          | 0                      | 0                      |                        |                        |  |  |                    |                    |                    |                    |  |  |                 |                 |                 |                 |
|  | Maru                      | Maru                      |                           |                           |            |            |                        | 0                      |                        |                        |  |  |                    |                    |                    |                    |  |  |                 |                 |                 |                 |
|  | Rogue                     | Rogue                     | 3                         | 3                         |            |            |                        |                        |                        |                        |  |  |                    |                    |                    |                    |  |  |                 |                 |                 |                 |
|  | Rogue                     | Rogue                     | 3                         | 3                         |            |            |                        |                        |                        |                        |  |  |                    |                    |                    |                    |  |  |                 |                 |                 |                 |
|  |                           |                           |                           |                           |            |            |                        |                        |                        |                        |  |  |                    |                    |                    |                    |  |  |                 |                 |                 |                 |

Références : Battle.net et Liquipedia.